# Crveni Spust
La Crveni Spust ("pista rossa" in italiano) è una pista sciistica che si trova a Zagabria, in Croazia. Sul pendio, che si snoda sul monte Sljeme, nella gruppo dei Medvednica, si tengono gare di slalom speciale sia a livello maschile che a livello femminile della Coppa del Mondo di sci alpino, a partire dalla stagione 2004-2005; le gare si disputano solitamente all'inizio di gennaio.

## Albo d'oro
In totale la pista ha ospitato 15 gare di Coppa del Mondo per le donne e 12 per gli uomini, sempre e solo di slalom speciale.

### Uomini
| Competizione                       | Data             | Primo                | Secondo           | Terzo                  |
| ---------------------------------- | ---------------- | -------------------- | ----------------- | ---------------------- |
| Coppa del Mondo di sci alpino 2008 | 17 febbraio 2008 | Mario Matt           | Ivica Kostelić    | Reinfried Herbst       |
| Coppa del Mondo di sci alpino 2009 | 6 gennaio 2009   | Jean-Baptiste Grange | Ivica Kostelić    | Giuliano Razzoli       |
| Coppa del Mondo di sci alpino 2010 | 6 gennaio 2010   | Giuliano Razzoli     | Manfred Mölgg     | Julien Lizeroux        |
| Coppa del Mondo di sci alpino 2011 | 6 gennaio 2011   | André Myhrer         | Ivica Kostelić    | Mattias Hargin         |
| Coppa del Mondo di sci alpino 2012 | 5 gennaio 2012   | Marcel Hirscher      | Felix Neureuther  | Ivica Kostelić         |
| Coppa del Mondo di sci alpino 2013 | 6 gennaio 2013   | Marcel Hirscher      | André Myhrer      | Mario Matt             |
| Coppa del Mondo di sci alpino 2015 | 6 gennaio 2015   | Marcel Hirscher      | Felix Neureuther  | Sebastian Foss Solevåg |
| Coppa del Mondo di sci alpino 2017 | 5 gennaio 2017   | Manfred Mölgg        | Felix Neureuther  | Henrik Kristoffersen   |
| Coppa del Mondo di sci alpino 2018 | 4 gennaio 2018   | Marcel Hirscher      | Michael Matt      | Henrik Kristoffersen   |
| Coppa del Mondo di sci alpino 2019 | 6 gennaio 2019   | Marcel Hirscher      | Alexis Pinturault | Manuel Feller          |
| Coppa del Mondo di sci alpino 2020 | 5 gennaio 2020   | Clément Noël         | Ramon Zenhäusern  | Alex Vinatzer          |
| Coppa del Mondo di sci alpino 2021 | 6 gennaio 2021   | Linus Straßer        | Manuel Feller     | Marco Schwarz          |

### Donne
| Stagione                           | Date             | Prima             | Seconda               | Terza                 |
| ---------------------------------- | ---------------- | ----------------- | --------------------- | --------------------- |
| Coppa del Mondo di sci alpino 2005 | 20 gennaio 2005  | Tanja Poutiainen  | Kristina Koznick      | Marlies Schild        |
| Coppa del Mondo di sci alpino 2006 | 5 gennaio 2006   | Marlies Schild    | Kathrin Zettel        | Janica Kostelić       |
| Coppa del Mondo di sci alpino 2007 | 4 gennaio 2007   | Marlies Schild    | Ana Jelušić           | Šárka Záhrobská       |
| Coppa del Mondo di sci alpino 2008 | 15 febbraio 2008 | Tanja Poutiainen  | Marlies Schild        | Veronika Zuzulová     |
| Coppa del Mondo di sci alpino 2009 | 4 gennaio 2009   | Maria Riesch      | Nicole Gius           | Šárka Záhrobská       |
| Coppa del Mondo di sci alpino 2010 | 3 gennaio 2010   | Sandrine Aubert   | Kathrin Zettel        | Susanne Riesch        |
| Coppa del Mondo di sci alpino 2011 | 4 gennaio 2011   | Marlies Schild    | Maria Riesch          | Manuela Mölgg         |
| Coppa del Mondo di sci alpino 2012 | 3 gennaio 2012   | Marlies Schild    | Tina Maze             | Michaela Kirchgasser  |
| Coppa del Mondo di sci alpino 2013 | 4 gennaio 2013   | Mikaela Shiffrin  | Frida Hansdotter      | Erin Mielzynski       |
| Coppa del Mondo di sci alpino 2015 | 4 gennaio 2015   | Mikaela Shiffrin  | Kathrin Zettel        | Nina Løseth           |
| Coppa del Mondo di sci alpino 2017 | 3 gennaio 2017   | Veronika Zuzulová | Petra Vlhová          | Šárka Záhrobská       |
| Coppa del Mondo di sci alpino 2018 | 3 gennaio 2018   | Mikaela Shiffrin  | Wendy Holdener        | Frida Hansdotter      |
| Coppa del Mondo di sci alpino 2019 | 5 gennaio 2019   | Mikaela Shiffrin  | Petra Vlhová          | Wendy Holdener        |
| Coppa del Mondo di sci alpino 2020 | 4 gennaio 2020   | Petra Vlhová      | Mikaela Shiffrin      | Katharina Liensberger |
| Coppa del Mondo di sci alpino 2021 | 3 gennaio 2021   | Petra Vlhová      | Katharina Liensberger | Michelle Gisin        |
| Coppa del Mondo di sci alpino 2022 | 4 gennaio 2022   | Petra Vlhová      | Mikaela Shiffrin      | Katharina Liensberger |
| Coppa del Mondo di sci alpino 2023 | 4 gennaio 2023   | Mikaela Shiffrin  | Petra Vlhová          | Anna Swenn Larsson    |